# Procryptocerus convergens
Procryptocerus convergens är en myrart som först beskrevs av Mayr 1887.  Procryptocerus convergens ingår i släktet Procryptocerus och familjen myror. Inga underarter finns listade i Catalogue of Life.

## Bildgalleri

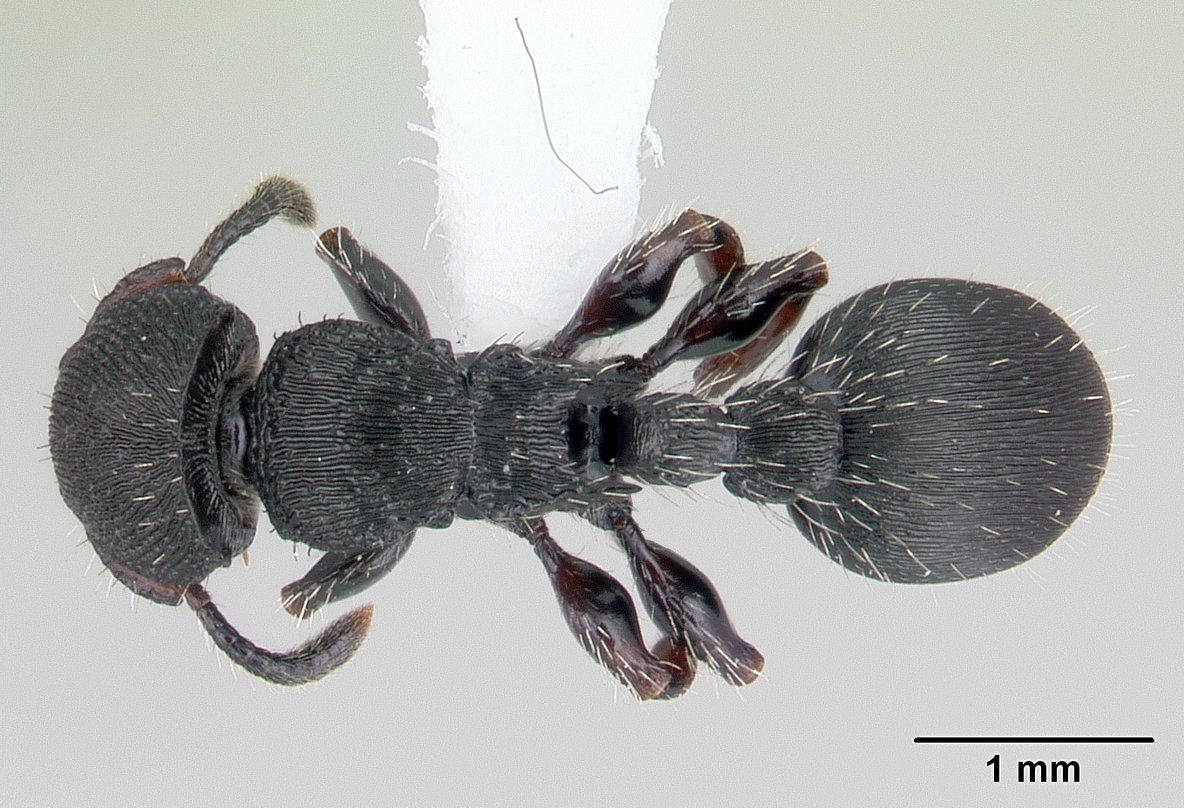
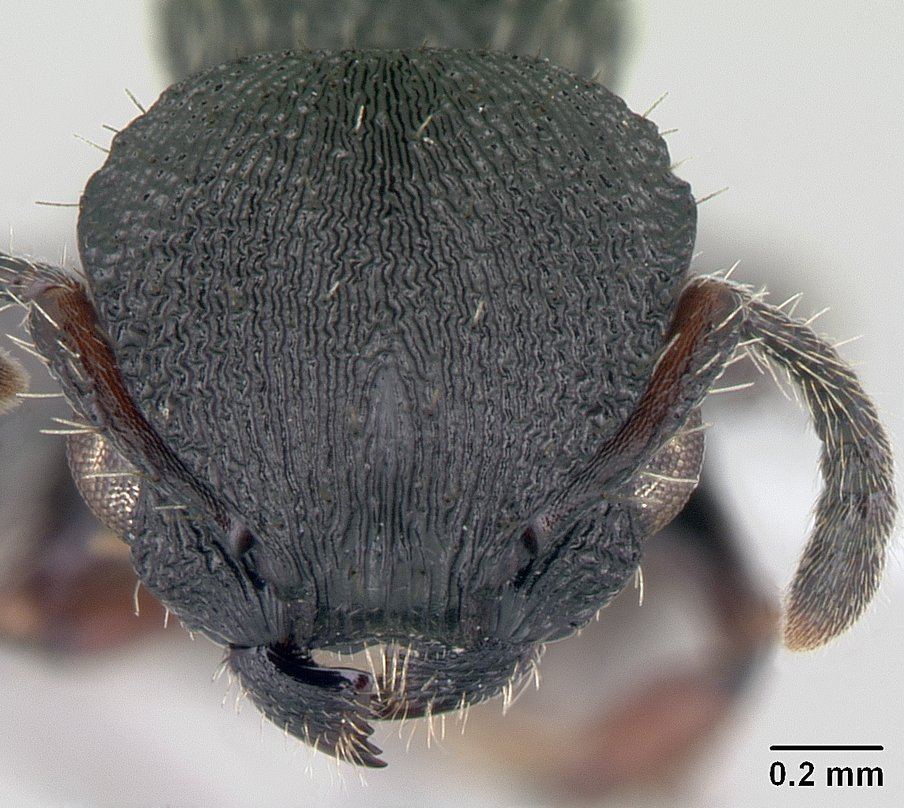
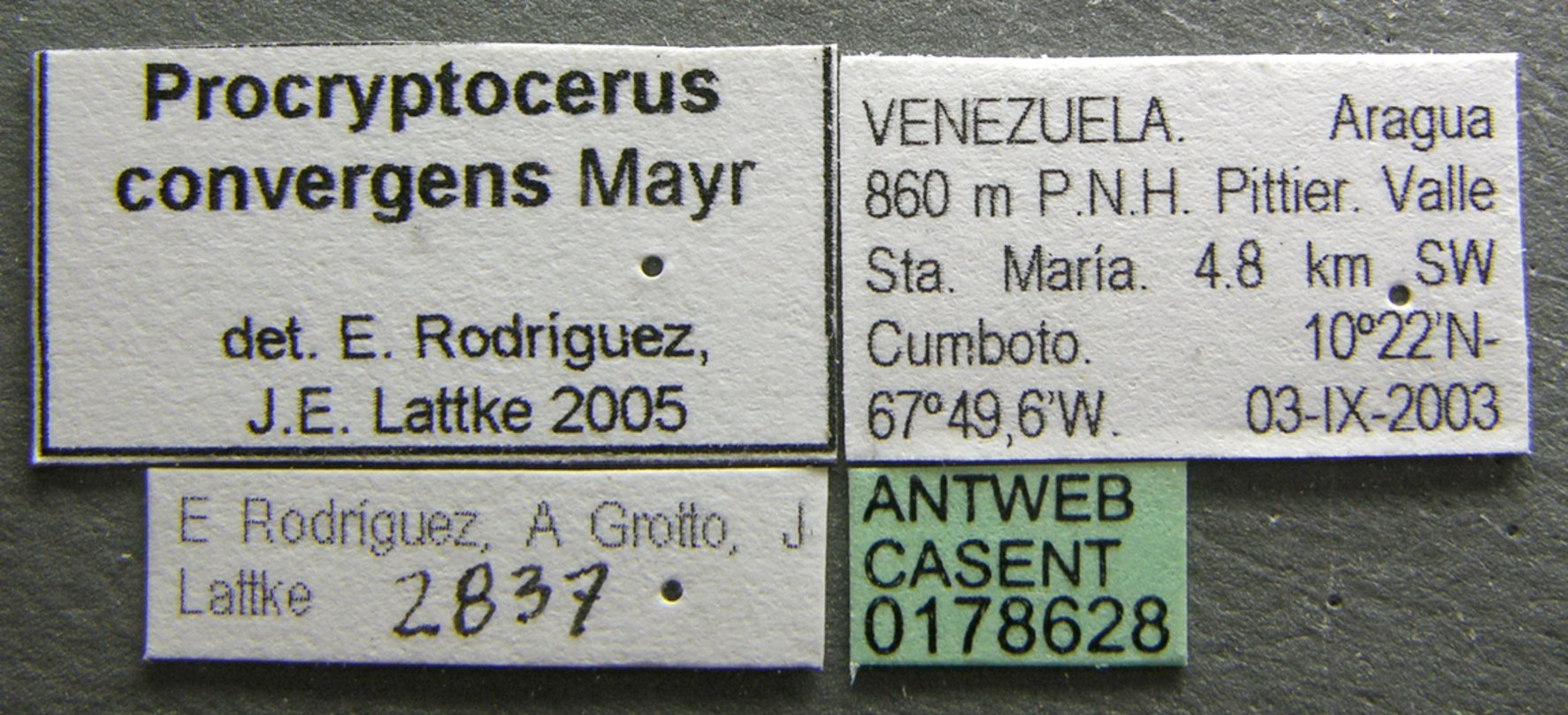
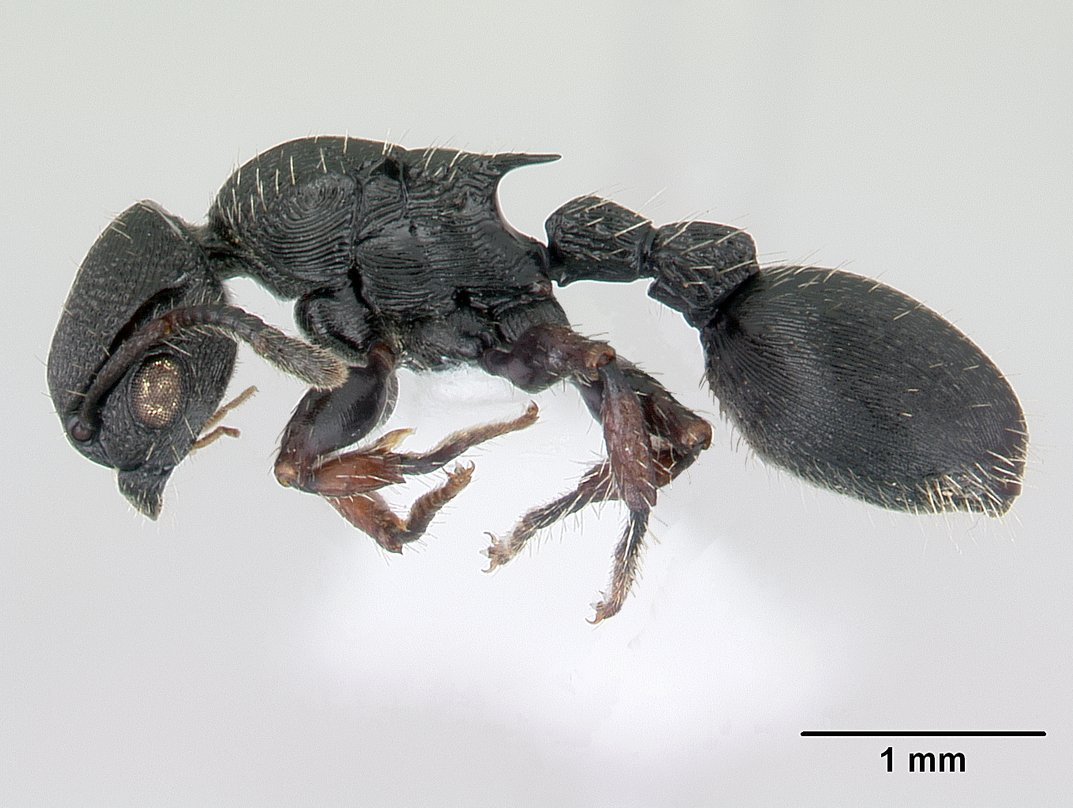